# 더덕
더덕(영어: deodeok 또는 lance asiabell)은 초롱꽃과에 속하는 여러해살이 덩굴식물이다. 한국이 원산지이고 일본과 중국, 만주, 우수리에도 분포한다. 사삼(沙蔘), 산해라(山海螺)라고도 한다.

## 이름
더덕의 어원에 대해서는 알 수 없으나 1431년에 간행된 《향악채취월령(鄕藥採取月令)》이나 《향약집성방(鄕藥集成方)》에는 가덕(加德)이라 표기되어 있다. 가는 ‘더할 가’이니 ‘더’라 읽어야 하고 덕은 ‘덕’이라 읽어야 하니 더덕은 이두식 표기라 할 수 있다. 《명물기략》에서는 더덕을 사삼이라 하고, 양유(羊乳)·문희(文希)·식미(識美)·지취(志取) 등의 별명을 가지고 있다고 하였다.

## 생태
해발 2,000m 이상의 높은 산에서부터 들판·구릉·강가·산기슭·고원지대 등 도처에 자생하고 있다. 뿌리는 도라지나 인삼과 비슷하며, 덩굴은 길이 2m로 보통 털이 없고 자르면 유액이 나온다. 8-10월이면 자주색의 넓적한 종 모양의 꽃이 핀다. 《명의별록》에서는 더덕을 설명하기를 “더덕잎은 구기(枸杞)잎과 비슷하다”고 하였으며, 《본초강목》에서는 “1, 2월에 싹이 나는데, 처음 나는 것은 아욱잎과 같다. 8, 9월에 줄기가 자라면 높이가 1, 2척이 된다. 잎은 뾰족하고 길어 구기잎과 같으나 작으며 톱니가 있다. 가을에 잎 사이에서 작은 자주색 꽃이 피는데 모양은 방울같고 피면 다섯 갈래로 찢어진다. 모래땅에서 잘 자라고 황토에서는 잘 자라지 않는다”라고 비교적 정확한 설명을 하고 있다.

## 쓰임새
더덕은 예전부터 식용된 식물로 《고려도경》에서는 “관에서 매일 내놓는 나물에 더덕이 있는데, 그 모양이 크며 살이 부드럽고 맛이 있다. 이것은 약으로 쓰는 것이 아닌 것 같다”라고 하였다. 중국에서는 더덕을 약으로 쓰는데 우리나라에서는 평소의 식품으로 쓰고 있음을 지적하는 것이다. 또 《증보산림경제》에 2월에 옮겨 심는다는 말이 나오는 것으로 보아, 자연산만으로는 모자라서 재배를 하기도 한 것으로 여겨진다. 더덕은 어린잎을 삶아서 나물로 만들어 먹거나 쌈으로 먹기도 하며, 뿌리는 고추장장아찌·생채·자반·구이·누름적·정과·술 등을 만든다. 특히 햇더덕을 얇게 저며 칼 등으로 자근자근 두들겨서 찬물에 담가 우려낸 다음, 꼭 짜서 참기름으로 무치고 양념장을 골고루 발라가면서 석쇠에 구워낸 더덕구이는 일미이다.

### 약효
일반 성분은 수분 82.2%, 단백질 2.3%, 당질 4.5%, 섬유질 6.4%, 회분 1.1%, 칼슘 90mg, 인 12mg, 철 2.1mg, 비타민 B1 0.12mg, 비타민 B2 0.22mg, 니코틴산 0.8mg으로 다른 나물과 별로 차이가 없고 칼슘이 많을 뿐이다. 그러나 인삼처럼 사포닌을 품고 있어 이것이 약효를 발휘하는 것으로 여겨진다. 《명의별록》에서도 “인삼(人蔘)·현삼(玄蔘)·단삼(丹蔘)·고삼(苦蔘)·사삼(沙蔘)을 오삼(五蔘)이라 하는데 모양이 비슷하고 약효도 비슷하다”라고 하였다. 더덕의 약효는 위·허파·비장·신장을 튼튼하게 해주는 효과가 있다. 예로부터 민간에서는 물을 마시고 체한 데 효과가 있으며, 음부가 가려울 때나 종기가 심할 때, 독충에 물렸을 때 가루를 내어 바르면 효과가 있다고 알려져 있다. 《한국민속약》에서는 거담·강장·고혈압·부인병·위냉병·해소·해열·풍열·혈변에 쓰이고, 인삼·구절초를 섞거나 꿀을 섞어 보약을 만들기도 한다고 설명하였다.

## 재배 및 관리
농가에서 뿌리를 생산하기 위해 대단위로 재배하기도 하지만, 일반 가정에서도 뜰 한쪽에 심으면 특유의 더덕향이 집 안에 가득 퍼진다. 전국 모든 지역에서 재배할 수 있으나, 서늘하고 통풍이 잘 되며 유기질은 많고 보수력이 좋으면서 배수도 잘 되는 땅에서 잘 자란다. 덩굴성 식물이기 때문에 타고 올라갈 수 있는 덕을 마련하거나, 큰 나무  밑에 심어 덩굴을 뻗을 수 있게 해주어야 한다. 뿌리를 채취할 목적이라면 봄·가을 덧거름으로 완숙퇴비를 듬뿍 주면 좋다.

## 비슷한 식물
- 푸른더덕 (Codonopsis lanceolata for. emaculata (Honda) H.Hara)
- 애기더덕 (Codonopsis minima Nakai)

## 사진 갤러리

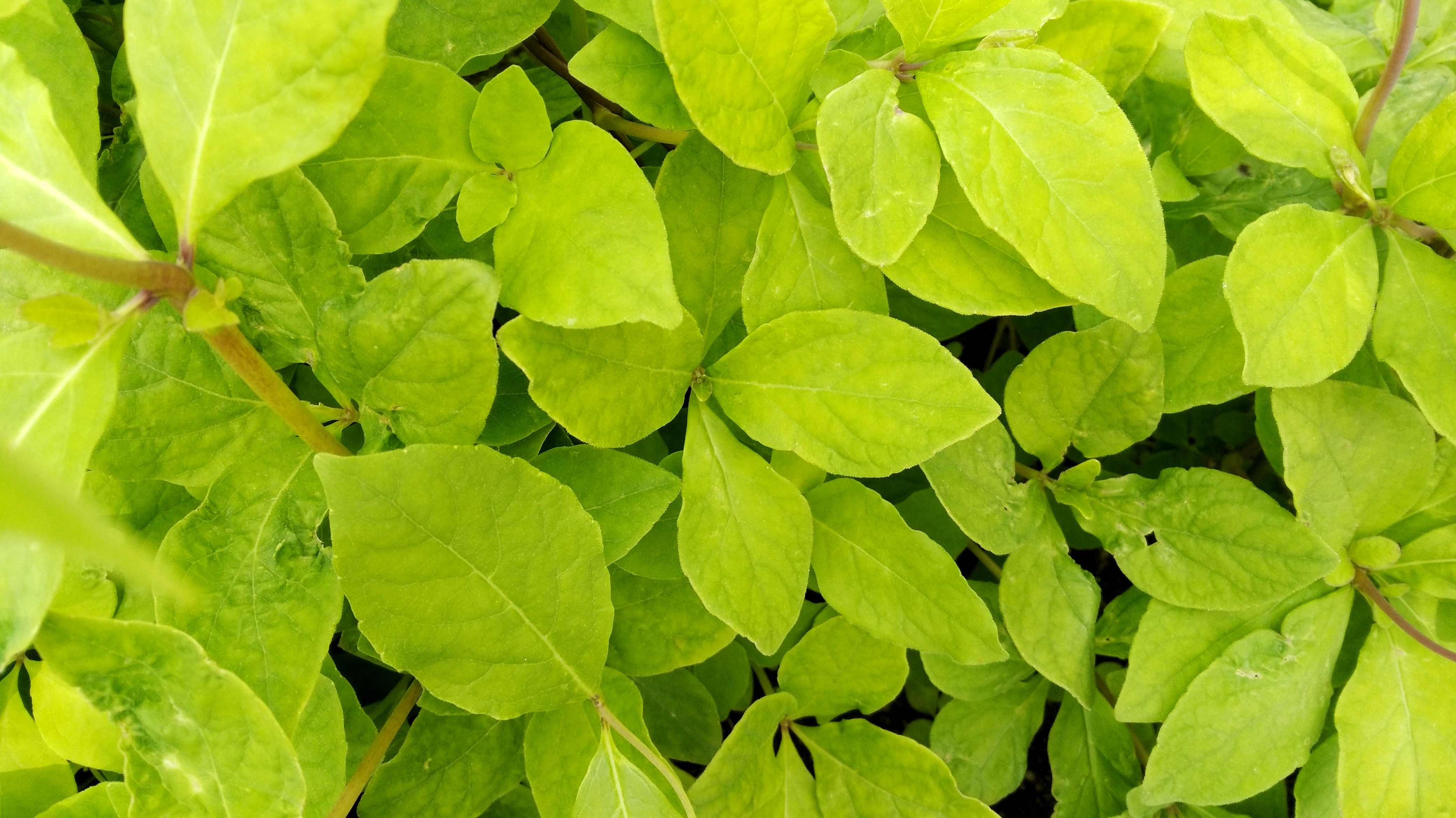
더덕 (4월)
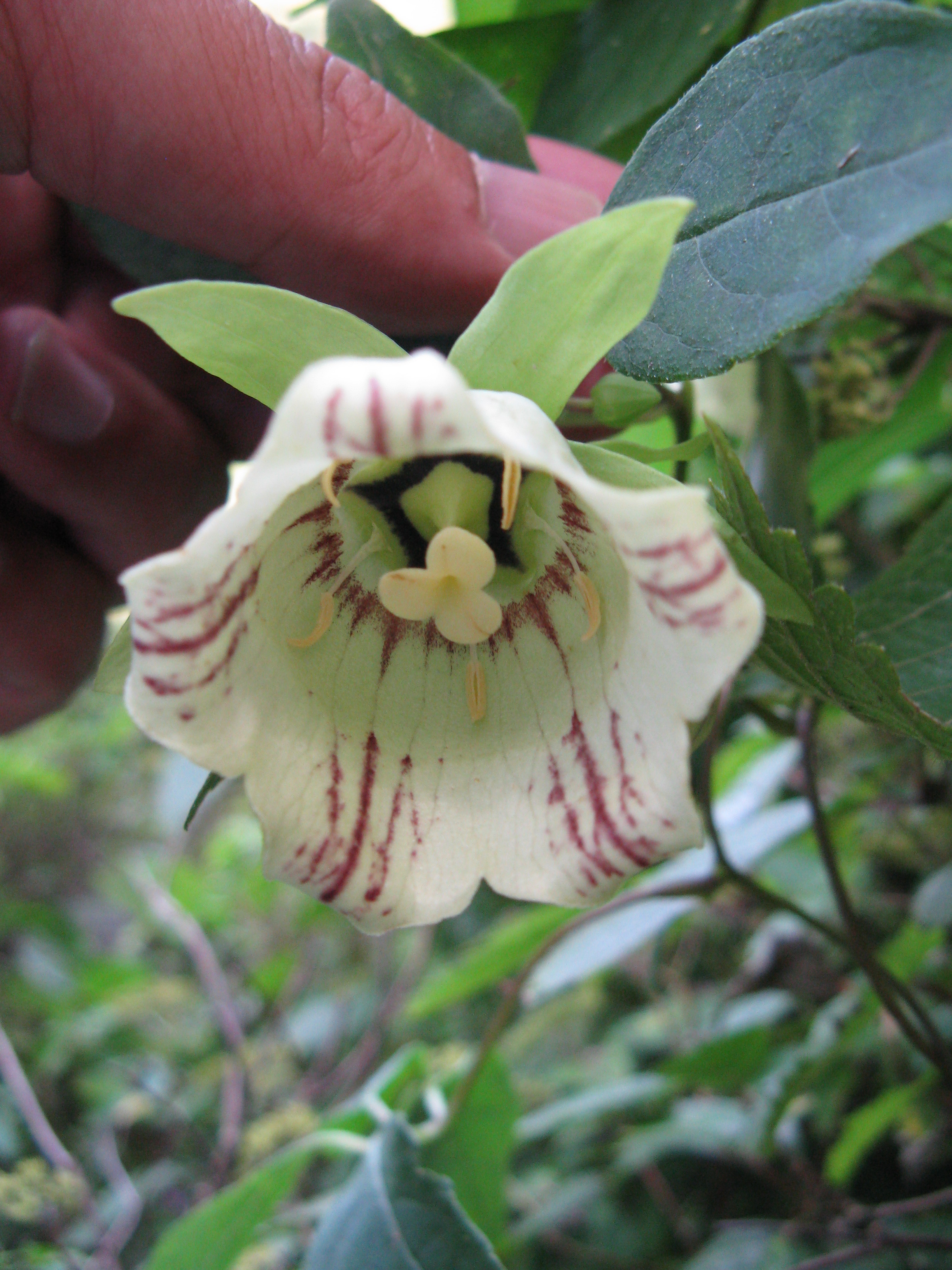
꽃
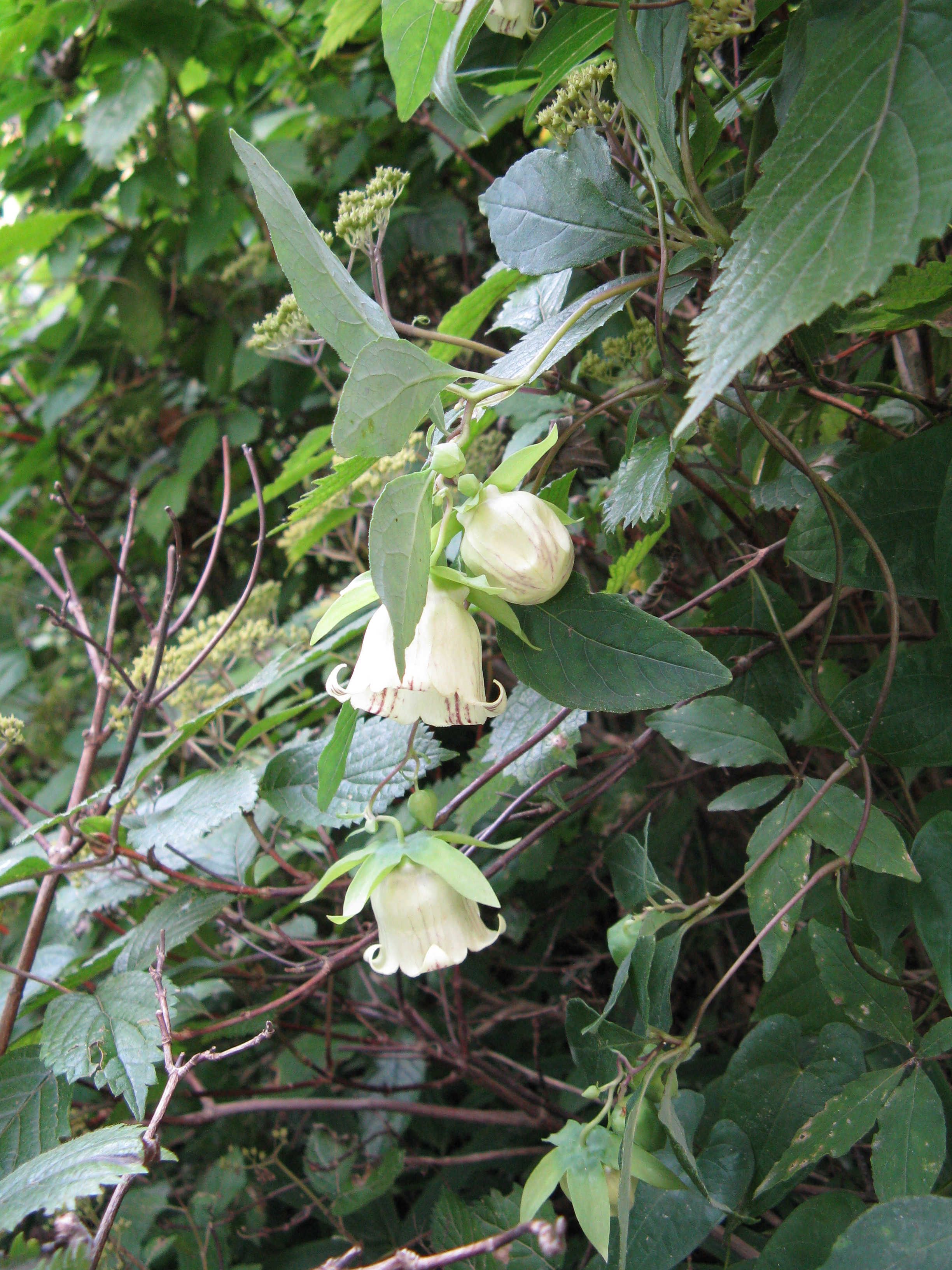
꽃
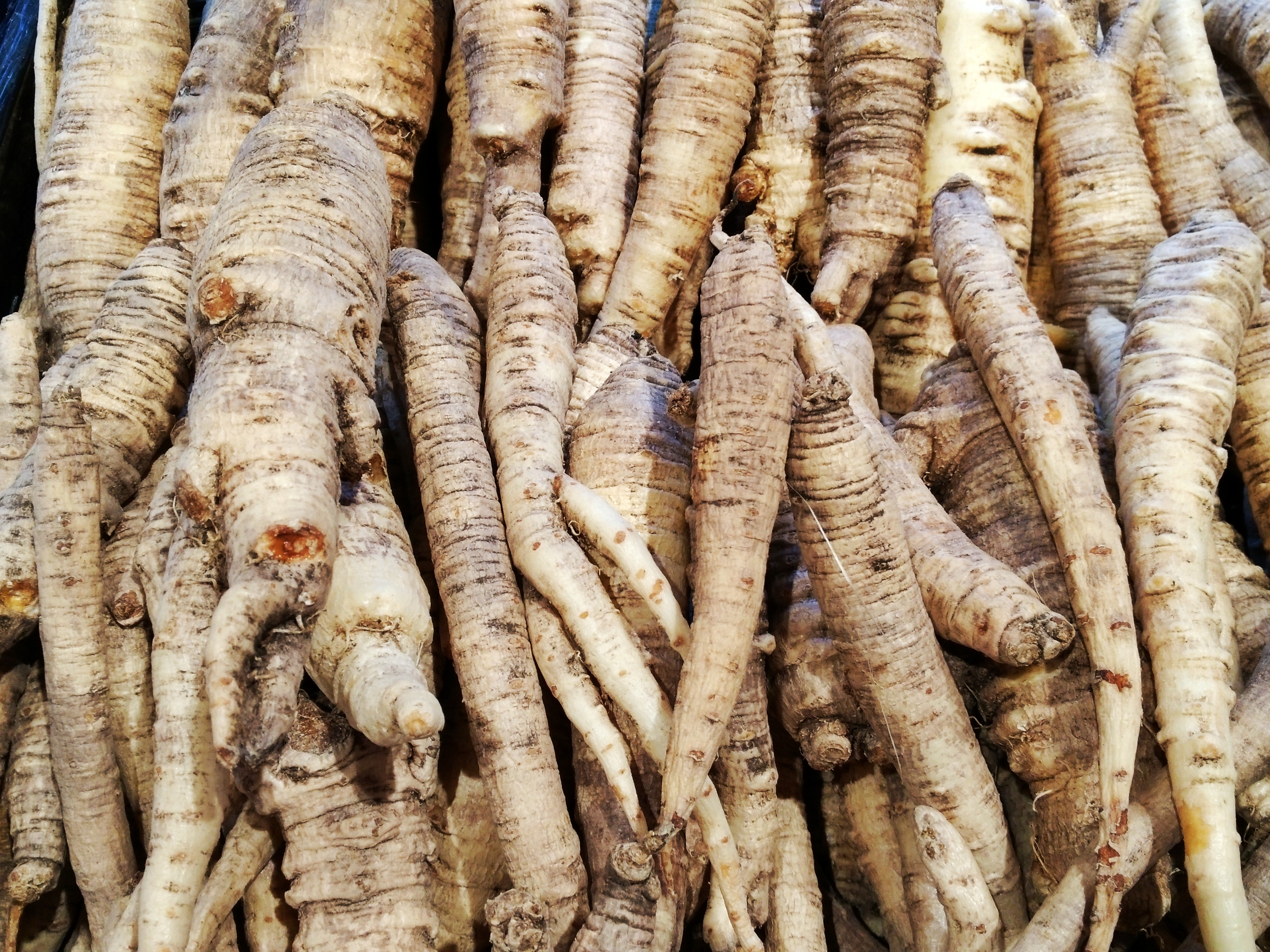
더덕 (뿌리)
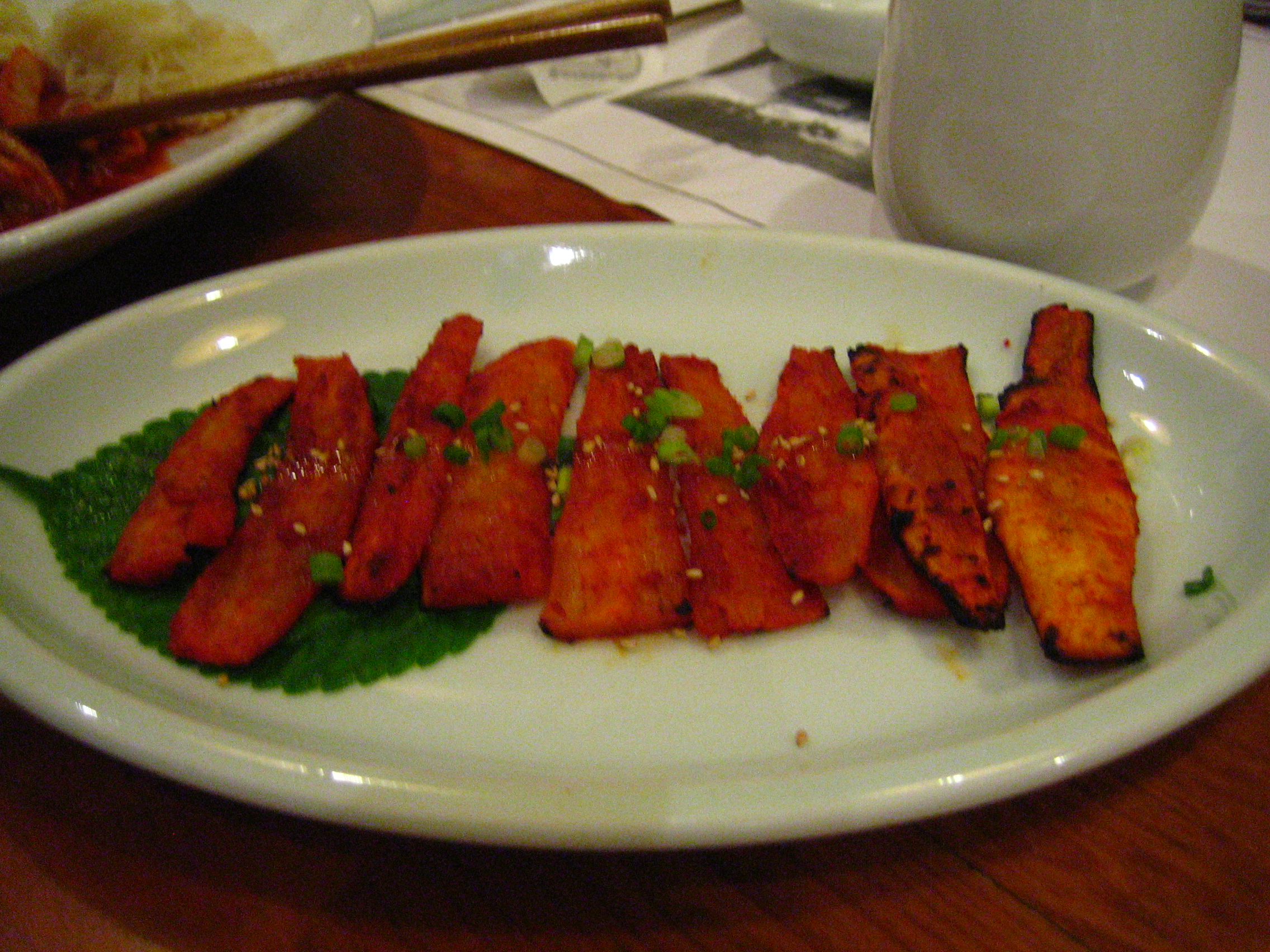
더덕구이
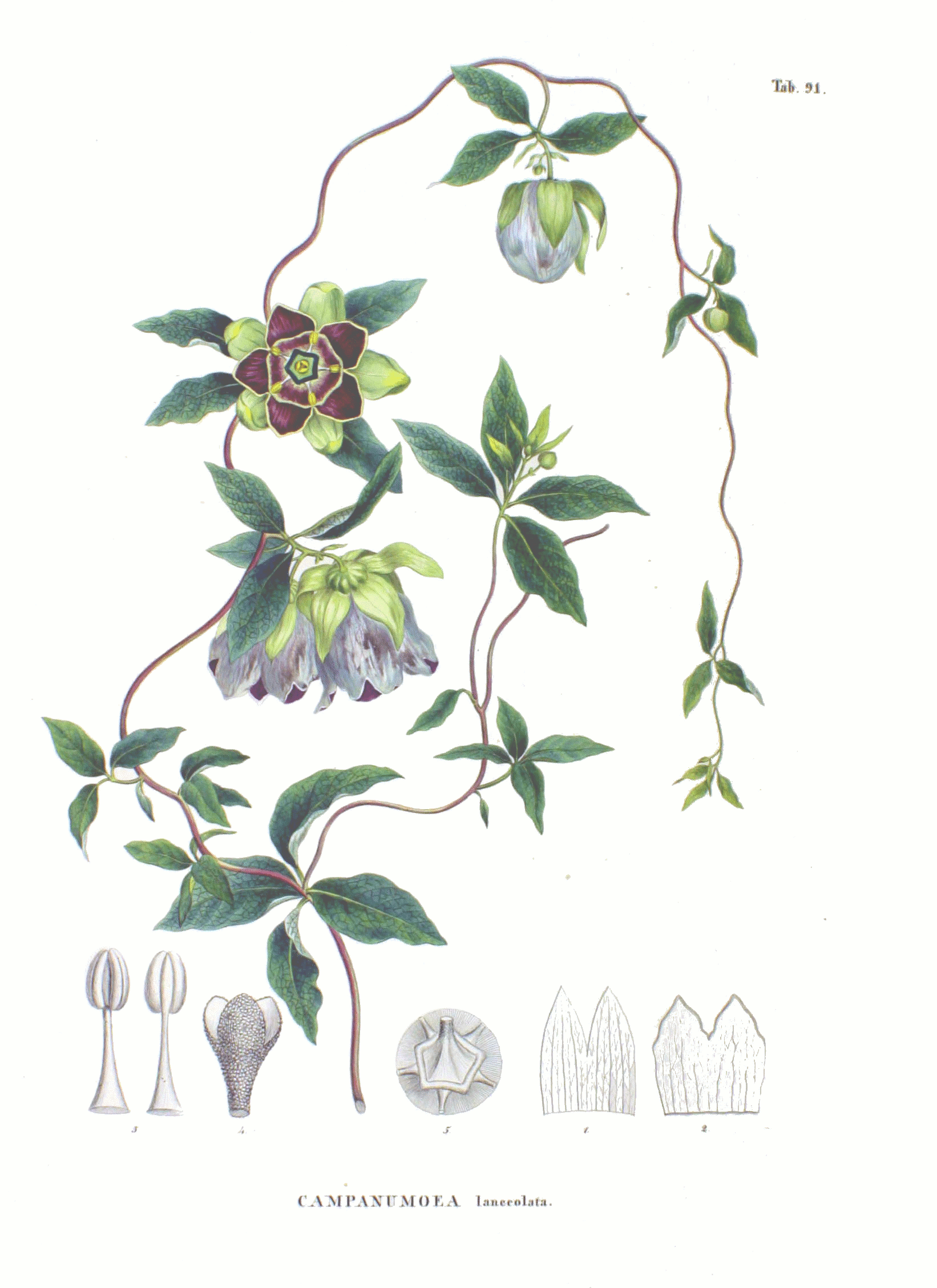
그림

## 참고 문헌
- 이 문서에는 다음커뮤니케이션(현 카카오)에서 GFDL 또는 CC-SA 라이선스로 배포한 글로벌 세계대백과사전의 내용을 기초로 작성된 글이 포함되어 있습니다.